# Grammy Awards 1960
La 2ª edizione dei Grammy Awards si è svolta il 29 novembre 1959 a Los Angeles e a New York; presentata da Meredith Wilson e trasmessa dalla NBC, si tratta della seconda edizione tenutasi nel 1959, mentre l'edizione successiva sarebbe stata organizzata solamente due anni dopo.

## Vincitori e candidati

### Assoluti

#### Registrazione dell'anno
- Mack the Knife - Bobby Darin
- A Fool Such As I - Elvis Presley
- High Hopes - Frank Sinatra
- Like Young - André Previn
- The Three Bells - The Browns

#### Canzone dell'anno
- The Battle Of New Orleans, scritta da Jimmy Driftwood, cantata da Johnny Horton
- High Hopes, scritta da Sammy Cahn e Jimmy Van Heusen, cantata da Frank Sinatra
- I Know, scritta da Karl Stutz e Edith Linderman, cantata da Perry Como
- Like Young, scritta da Paul Francis Webster e André Previn, cantata da André Previn
- Small World, scritta da Jule Styne e Stephen Sondheim, cantata da Johnny Mathis

#### Album dell'anno
- Come Dance with Me! - Frank Sinatra
- Belafonte at Carnegie Hall - Harry Belafonte
- More Music from Peter Gunn - Henry Mancini
- Victory at Sea, Vol. 1 - Robert Russell Bennett
- Rachmaninoff: Piano Concerto No. 3 - Van Cliburn

#### MIglior artista esordiente
- Bobby Darin
- Mark Murphy
- Johnny Restivo
- Mavis Rivers
- Edd Byrnes

### Per l'infanzia

#### Miglior registrazione per bambini
- Peter and the Wolf – Peter Ustinov
- Three to Make Music/Cinderella – Mary Martin e Thomas Scherman
- Hansel and Gretel - Original Soundtrack – Franz Allers
- Popeye's Favorite Sea Chanties – Allen Swift
- The Arabian Nights – Marla Ray

### Musica classica

#### Miglior interpretazione di musica classica di un'orchestra
- Debussy: Images for Orchestra – Charles Munch e la Boston Symphony Orchestra
- Tchaikovsky: 1812 Overture; Ravel: Bolero – Morton Gould & his Orchestra
- Tchaikovsky: Capriccio Italien; Rimsky-Korsakov: Capriccio Espagnol – RCA Victor Symphony Orchestra
- Beethoven: Symphony #6 – Pierre Monteux e la Wiener Philharmoniker
- Rossini: Overtures – Fritz Reiner e la Chicago Symphony Orchestra

#### Miglior interpretazione vocale solista di musica classica  (con o senza orchestra)
- Bjoerling in Opera – Jussi Björling
- A Brahms/Schumann Recital – Maureen Forrester
- Maria Callas Portrays Verdi – Maria Callas
- Milanov Operatic Arias – Zinka Milanov
- The Art of Song – Cesare Valletti

#### Miglior interpretazione lirica o corale di musica classica
- Mozart: The Marriage of Figaro – Erich Leinsdorf (direttore), Lisa Della Casa, Rosalind Elias, George London, Roberta Peters, Giorgio Tozzi e la Wiener Philharmoniker
- Verdi: The Force of Destiny – Fernando Previtali (direttore), Zinka Milanov, Giorgio Tozzi e l'Orchestra e Coro dell'Accademia Nazionale di Santa Cecilia
- Rossini: The Barber of Seville – Erich Leinsdorf (direttore), Roberta Peters, Cesare Valletti, Robert Merrill, Giorgio Tozzi e la Metropolitan Orchestra & Chorus
- Saint-Saens: Sampson and Delilah – Fausto Cleva (direttore), Risë Stevens, Mario Del Monaco e la Metropolitan Opera Orchestra and Chorus
- The Beloved Choruses – Richard Condie (direttore) e il Mormon Tabernacle Choir

#### Miglior interpretazione solista di musica classica (con orchestra)
- Rachmaninoff: Piano Concerto No.3 – Van Cliburn, Kirill Kondrašin (direttore) e la Symphony of the Air
- Tchaikovsky: Piano Concerto #1 – Vladimir Horowitz, Arturo Toscanini (direttore) e la NBC Symphony Orchestra
- Brahms: Piano Concerto #2 – Arthur Rubinstein, Josef Krips (direttore) e la RCA Victor Symphony
- Brahms: Violin Concerto in D – Henryk Szeryng, Pierre Monteux (direttore) e l'Orchestra Sinfonica di Londra
- Mendelssohn: Violin Concerto in E Minor, Op.64; Prokofiev: Concerto #2 in G Minor – Jascha Heifetz

#### Miglior interpretazione solista di musica classica (senza orchestra)
- Beethoven: Sonate No. 21 in C (Waldstein) and No. 18 in E Flat – Arthur Rubinstein
- Berg: Sonata for Piano, Op. 1; Krenek: Sonata #3, Op. 92; Schoenberg: Three Piano Pieces, Op. 11 – Glenn Gould
- Danzas – Laurindo Almeida
- Four Italian Sonatas – Nathan Milstein
- Pennario Plays – Leonardo Pennario
- Presenting Jaime Laredo – Jaime Laredo

#### Miglior interpretazione classica di musica da camera (inclusa un'orchestra da camera)
- Beethoven: Sonate No. 21 in C (Waldstein) and No. 18 in E Flat – Arthur Rubinstein
- Cello Galaxy – Felix Slatkin
- Beethoven: Piano Quartet in E Flat, Op. 16; Schumann: Piano Quartet in E Flat, Op. 47 – Festival Quartet
- Four Italian Sonatas – Nathan Milstein
- Villa Lobos String Quartet – Felix Slatkin

### Canzone umoristica

#### Miglior interpretazione umoristica parlata
- Inside Shelley Berman – Shelley Berman
- Hamlet – Andy Griffith
- Look Forward in Anger – Mort Sahl
- Sick Humor – Lenny Bruce
- Stan Freberg with Original Cast – Stan Freberg

#### Miglior interpretazione umoristica musicale
- The Battle of Kookamonga – Homer and Jethro
- A Party with Betty Comden and Adolph Green – Adolph Green, Betty Comden
- Charlie Weaver Sings for His People – Cliff Arquette
- Monster Rally – Alice Pearce, Hans Conried
- Musically Mad – Bernie Green and the Stereo Madmen

### Composizione ed arrangiamento

#### Miglior composizione musicale inedita e pubblicata nel 1959 (di durata maggiore di 5 minuti)
- Anatomy of a Murder – Duke Ellington
- More Music from Peter Gunn – Henry Mancini
- Prokoviev: The Overture Russe Op. 72 – Jean Martinon (direttore) e la Paris Conservatoire Orchestra
- Shostakovich: Concerto #2 for Piano and Orchestra, Op. 101 – Leonard Bernstein (direttore) e la New York Philharmonic Orchestra
- St. Lawrence Suite – Morton Gould

#### Miglior colonna sonora di un film per il cinema o la televisione
- Anatomy of a Murder – Duke Ellington
- More Music from Peter Gunn – Henry Mancini
- Pete Kelly's Blues – AA.VV.
- The Music from M Squad – Stanley Wilson
- The Nun's Story – AA.VV.

#### Miglior arrangiamento
- Come Dance with Me! – Frank Sinatra
- Strings Aflame – Esquivel
- More Music from Peter Gunn – Henry Mancini
- An Evening with Lerner and Loewe – Johnny Green
- Mack the Knife – Bobby Darin

### Country

#### Miglior interpretazione country e western
- The Battle of New Orleans – Johnny Horton
- Don't Tell Me Your Troubles – Don Gibson
- Home – Jim Reeves
- Set Him Free – Skeeter Davis
- Tennessee Stud – Eddy Arnold

### Folk

#### Miglior interpretazione folk
- The Kingston Trio at Large – The Kingston Trio
- Belafonte at Carnegie Hall – Harry Belafonte
- Tennessee Stud – Eddy Arnold
- The Wild Wild West – Ralph Hunter Choir
- The Wilderness Road – Jimmy Driftwood

### Jazz

#### Miglior interpretazione jazz solista
- Ella Swings Lightly – Ella Fitzgerald
- Red Norvo in Hi-Fi – Red Norvo
- Best of New Broadway Show Hits – Urbie Green
- Bobby Troup and His Stars of Jazz – Bobby Troup
- Easy Now – Ruby Braff
- Like Young – André Previn

#### Miglior interpretazione jazz di gruppo
- I Dig Chicks – Jonah Jones
- Chances Are It Swings – Shorty Rogers
- Ellington Jazz Party – Duke Ellington
- More Music from Peter Gunn – Henry Mancini
- Red Norvo in Hi-Fi – Red Norvo

### Spettacoli musicali

#### Miglior album di uno spettacolo di Broadway
- Gypsy – Ethel Merman e il cast dello spettacolo di Broadway
- Redhead – Gwen Verdon, Richard Kiley, Leonard Stone, Doris Rich, Cynthia Latham, Joy Nichols, Bob Dixon, Pat Ferrier
- A Party with Betty Comden and Adolph Green – Adolph Green, Betty Comden
- Ages of Man – John Gielgud
- Once Upon a Mattress – Hal Hastings (direttore) e il cast originale di Broadway

#### Miglior colonna sonora del cast originale di un film per il cinema o la televisione
- Porgy and Bess – André Previn, Ken Darby e il cast originale
- For the First Time – Mario Lanza
- The Five Pennies (From the Motion Picture) – Red Nichols, Danny Kaye, Louis Armstrong e altri
- Sleeping Beauty – AA.VV.
- Some Like It Hot – AA.VV.

### Packaging

#### Miglior copertina di un album
- Shostakovich: Symphony No. 5 – Howard Mitchell
- Anatomy of a Murder – Duke Ellington
- For LP Fans Only –Elvis Presley
- Porgy and Bess – Lena Horne, Harry Belafonte
- The South Shall Rise Again – Phil Harris

### Pop

#### Miglior interpretazione vocale femminile
- But Not for Me – Ella Fitzgerald
- Alright, Okay – Peggy Lee
- Broadway '59 – Pat Suzuki
- La strada dell'amore – Caterina Valente
- Porgy and Bess – Lena Horne

#### Miglior interpretazione vocale maschile
- Come Dance with Me! - Frank Sinatra
- An Evening with Lerner and Loewe – Robert Merrill
- Belafonte at Carnegie Hall – Harry Belafonte
- Guess Who – Jesse Belvin
- Mack the Knife – Bobby Darin

#### Miglior interpretazione vocale di un gruppo o di un coro
- The Battle Hymn of the Republic - Mormon Tabernacle Choir
- Ames Brothers Sing Famous Hits of Famous Quartets – The Ames Brothers
- Kingston Trio at Large – The Kingston Trio
- The Stephen Foster Song Book – Robert Shaw Chorale
- The Three Bells – The Browns

#### Miglior interpretazione di un'orchestra da ballo
- Anatomy of a Murder – Duke Ellington
- Breakfast Dance and Barbecue – Count Basie
- For the Very First Time – Glenn Miller
- New Sounds at the Roosevelt – Larry Elgart
- Pops and Prado – Pérez Prado
- Sound Spectacular – Ray Anthony

#### Miglior interpretazione di un'orchestra
- Like Young – David Rose and His Orchestra con André Previn
- The Music from M Squad – Stanley Wilson
- More Music from Peter Gunn – Henry Mancini
- Strings Aflame – Esquivel
- Two Sides of Winterhalter – Hugo Winterhalter
- Just for Kicks – Bob Thompson

#### Miglior interpretazione di un artista della "Top 40"
- Midnight Flyer – Nat King Cole
- A Big Hunk o' Love – Elvis Presley
- Broken Hearted Melody – Sarah Vaughan
- Charlie Brown – The Coasters
- Makin' Love – Floyd Robinson
- Neil Sedaka – Neil Sedaka

### Produzione ed ingegneria del suono

#### Miglior contributo di ingegneria del suono in una registrazione di musica classica
- Victory at Sea, Vol. I – Robert Russell Bennett
- Doubling in Brass – Morton Gould
- Rossini: Overtures – Fritz Reiner
- Tchaikovsky: 1812 Overture; Ravel: Bolero – Morton Gould
- Tchaikovsky: Capriccio Italien; Rimsky-Korsakov: Capriccio Espagnol – Kirill Kondrašin

#### Miglior contributo di ingegneria del suono in una registrazione di inediti
- Alvin's Harmonica – David Seville
- Orienta – Markko Polo Adventurers
- Supersonics in Flight – Bill Mure
- The Bat – Alvino Rey
- The Wild Wild West – Ralph Unter Choir

#### Miglior contributo di ingegneria del suono in una registrazione non di musica classica né di inediti
- Belafonte at Carnegie Hall – Harry Belafonte
- Big Band Guitar – Buddy Morrow
- Compulsion to Swing – Henry Rene
- New Sounds at the Roosevelt – Larry Elgart
- Strings Aflame – Esquivel

### R&B

#### Miglior interpretazione R&B
- What a Diff'rence a Day Makes – Dinah Washington
- A Big Hunk o' Love – Elvis Presley
- Charlie Brown – The Coasters
- Guess Who – Jesse Belvin
- Midnight Flyer – Nat King Cole

### Album parlati

#### Miglior interpretazione in un documentario o un album parlato
- A Lincoln Portrait – Carl Sandburg
- New York Taxi Driver – Tony Schwartz
- Ages of Man – John Gielgud
- Basil Rathbone Reads Sherlock Holmes – Basil Rathbone
- Mark Twain Tonight – Hal Holbrook